# Ciutat Meridiana (metropolitana di Barcellona)
Ciutat Meridiana è una stazione della linea 11 della metropolitana di Barcellona situata nel distretto di Nou Barris di Barcellona.
La stazione entrò in servizio nel 2003. Se la stazione precedente di Torre de Barò è in superficie, a causa dei forti dislivelli del terreno, la stazione di Ciudad Meridiana è sotterranea ed è situata a 50m di profondità, attualmente è la stazione più profonda dell'intera rete della metropolitana di Barcellona.
La stazione ha un solo vestibolo con accesso da Avenida Rasos de Peguera, al quale si accede mediante, scalinate, scale meccaniche e un ascensore. Nel vestibolo ci sono macchinette automatiche per la vendita dei biglietti. Una volta passate le barriere si entra in un pozzo che scende fino al livello dei binari, il pozzo ha un diametro di 15m, ci sono tre ascensori veloci e una scala di 264 scalini. I treni circolano nel livello più profondo, formato da una sola via con banchina laterale a sinistra, guardando verso la stazione di Can Cuias.

## Accessi
- Carrer del Pedraforca